# Otto Hittmair
Otto Hittmair (* 16. März 1924 in Innsbruck; † 5. September 2003 auf der Innsbrucker Nordkette (Bergunfall)) war ein österreichischer theoretischer Physiker.

## Leben
Otto Hittmair war Sohn des Anglisten Rudolf Hittmair, seine Mutter war Besitzerin der Universitätsbuchhandlung in Innsbruck. Hittmair besuchte ein humanistisches Gymnasium und wurde nach dem Abitur 1942 und nach einem Jahr Physikstudium Soldat in einer Funkkompanie, was er bis 1945 blieb. 1945 setzte er sein Studium der Mathematik und Physik an der Universität Innsbruck fort, wo er 1945 der AV Austria Innsbruck beitrat. 1950 wurde er promoviert und ging zu Markus Fierz nach Basel, wo er sich mit Quantenfeldtheorie befasste. Zu Beginn seiner wissenschaftlichen Laufbahn war er, im Jahre 1951, Scholar im Dublin Institute for Advanced Studies bei Nobelpreisträger Erwin Schrödinger, mit dem er an dessen Versuchen zu einer Vereinheitlichten Feldtheorie arbeitete (von Elektromagnetismus und Gravitation), was auch zu einer gemeinsamen Publikation führte. 1951 war er als Fulbright-Stipendiat am Massachusetts Institute of Technology, wo er auf Anregung von Martin Deutsch Winkelkorrelationen aufeinanderfolgender Zerfälle von Atomkernen mit Gruppentheorie beschrieb, was auf Kernreaktionen ausgedehnt wurde. Auf Einladung von Alfred Kastler war er 1952 bis 1954 am Institut Henri Poincaré der Sorbonne in Paris und dehnte seine Theorie der Winkelkorrelationen auf das Kontinuum aus mit Hilfe des statistischen Kernmodells. 1953 habilitierte er sich in Innsbruck. 1954 bis 1956 war er an der Universität Sydney, wo er mit Stuart Thomas Butler an Deuteron-Strippingreaktionen forschte, was zu einem gemeinsamen 1957 erschienenen Buch führte. Außerdem war er dort Tutor am St. Andrews College der Universität. 1956/57 war er in Argentinien, in Buenos Aires und am Forschungszentrum in San Carlos de Bariloche. Am dortigen Synchrozyklotron konnte er die theoretisch untersuchten Kernreaktionen (Stripping-Reaktionen) am Deuteron mit dem Experiment vergleichen. 
Von 1958 bis 1960 war er Mitarbeiter am Atominstitut der Österreichischen Universitäten unter Gustav Ortner und ab 1960 ordentlicher Professor für theoretische Physik und Vorstand des Instituts für Theoretische Physik der Technischen Universität Wien. Hauptforschungsgegenstand blieben Kernreaktionen.
Er verfasste Lehrbücher über Quantenphysik, Theorie der Wärme und Supraleitung.
Hittmair war 1968/1969 Dekan der Naturwissenschaftlichen Fakultät und 1977 bis 1979 Rektor der Technischen Universität Wien, deren Prechtl-Medaille er erhielt. 1970 wurde er zum wirklichen Mitglied der Österreichischen Akademie der Wissenschaften gewählt, 1987–1991 deren Präsident der Akademie, 1991–1997 Vizepräsident.
Er war passionierter Bergsteiger und verunglückte 2003 in den Bergen tödlich.

## Auszeichnungen und Preise
- 1980: Großes Goldenes Ehrenzeichen für Verdienste um die Republik Österreich[1]
- Ehrendoktorat der Universität Budapest
- silberne Jubiläumsmedaille der Universität Innsbruck
- Wilhelm Exner-Medaille
- Erwin Schrödinger-Preis der Österreichischen Akademie der Wissenschaften
- Wissenschaftspreis für Naturwissenschaft der Stadt Wien

2001 wurde ein Asteroid nach ihm benannt. In Innsbruck gibt es nun einen Otto-Hittmair-Platz.

## Werke
- Wärmetheorie, 1971, 4. Auflage, Vieweg/Teubner 1992 (mit Gerhard Adam)
- Lehrbuch der Quantentheorie, Thiemig 1972
- Nuclear Stripping Reactions, Wiley 1957 (mit Stuart Thomas Butler)
- Supraleitung, Thiemig 1979 (mit Harald W. Weber)